# گکویان انگشت‌برگی
گکویان انگشت‌برگی(به لاتین: (Phyllodactylidae) خانواده‌ای از گکوها (Gekkota) است که بیش از ۱۵۰ گونه در ۱۰ سرده را تشکیل داده‌است، که در سراسر جهان جدید (قاره آمریکا)، شمال آفریقا، اروپا و خاورمیانه پراکنده شده‌اند. این خانواده نخستین بار بر اساس تجزیه و تحلیل فیلوژنتیک مولکولی در سال ۲۰۰۸ مشخص شد و همه اعضای آن دارای یک حذف کدون منفرد در ژن phosducin (PDC) هستند. سرده انگشت‌برگی Bogertia به تازگی با Phyllopezus مترادف شده‌است.

## سرده‌ها
این سرده‌ها اعضای خانواده گکویان انگشت‌برگی در نظر گرفته می‌شوند:
| فهرست جنس ها   |                    |                                              |                                |                                |        |
| سرده           | نگاره              | گونه نماد                                    | نویسنده تاکسون                 | نام متداول                     | گونه‌ها |
| گکوی انگشت‌برگی | A. elisae          | A. elisae (Werner, 1895)                     | دیکسون و اس اندرسون، ۱۹۷۳      | گکوهای انگشت‌برگی جنوب غرب آسیا | 19     |
| Garthia        | G. gaudichaudii    | G. gaudichaudii (AMC Duméril & Bibron، ۱۸۳۶) | دونوسو-باروس و وانزولینی، ۱۹۶۵ | گکوهای نشاندار شیلی            | 2      |
| Gymnodactylus  | G. geckoides       | G. geckoides Spix، ۱۸۲۵                      | اسپیکس، ۱۸۲۵                   | گکوهای انگشت‌برهنه              | 5      |
| Haemodracon    | H. riebeckii       | H. riebeckii (W. Peters, 1882)               | Bauer , Good & Branch، ۱۹۹۷    |                                | 2      |
| Homonota       | H. septentrionalis | H. horrida (Burmeister, 1861)                | جان ادوارد گری، ۱۸۴۵           | گکوهای نشاندار                 | 13     |
| Phyllodactylus | P. lanei           | P. pulcher Gray, 1828                        | گری، ۱۸۲۸                      | گکوهای انگشت‌برگی آمریکایی      | 62     |
| Phyllopezus    | P. pollicaris      | P. policaris (Spix, 1825)                    | دبلیو پیترز، ۱۸۷۷              |                                | 6      |
| گکوهای پنجه‌باز | P. guttatus        | P. hasselquistii (Donndorff, 1798)           | گلدفوس، ۱۸۲۰                   | گکوهای انگشت‌بادبزنی            | 12     |
| Tarentola      | T. mauritanica     | T. mauritanica (Linnaeus,1758)               | گری، ۱۸۲۵                      | گکوهای دیواری                  | 30     |
| Thecadactylus  | T. solimoensis     | T. rapicauda (Houttuyn, 1782)                | گلدفوس، ۱۸۲۰                   | گکوهای دم‌شلغمی                 | 3      |